# USS Shangri-La (CV-38)
«Шангрі-Ла» (англ. USS Shangri-La (CV-38)) — важкий ударний авіаносець США періоду Другої світової війни типу «Ессекс», довгопалубний підтип.
Свою назву отримав через жарт президента Рузвельта. У квітні 1942 року, після рейду Дуліттла на Токіо, Рузвельт, відповідаючи на питання журналістів, звідки злетіли американські літаки, відповів: «З Шангрі-Ла» (казкова країна в романі «Втрачений горизонт» Джеймса Хілтона (англ. James Hilton)).

## Історія створення
Авіаносець «Шангрі-Ла» був закладений 15 січня 1943 року на верфі флоту в Норфолку. Спущений на воду 24 лютого 1944 року, вступив у стрій 15 вересня 1944 року.

## Історія служби

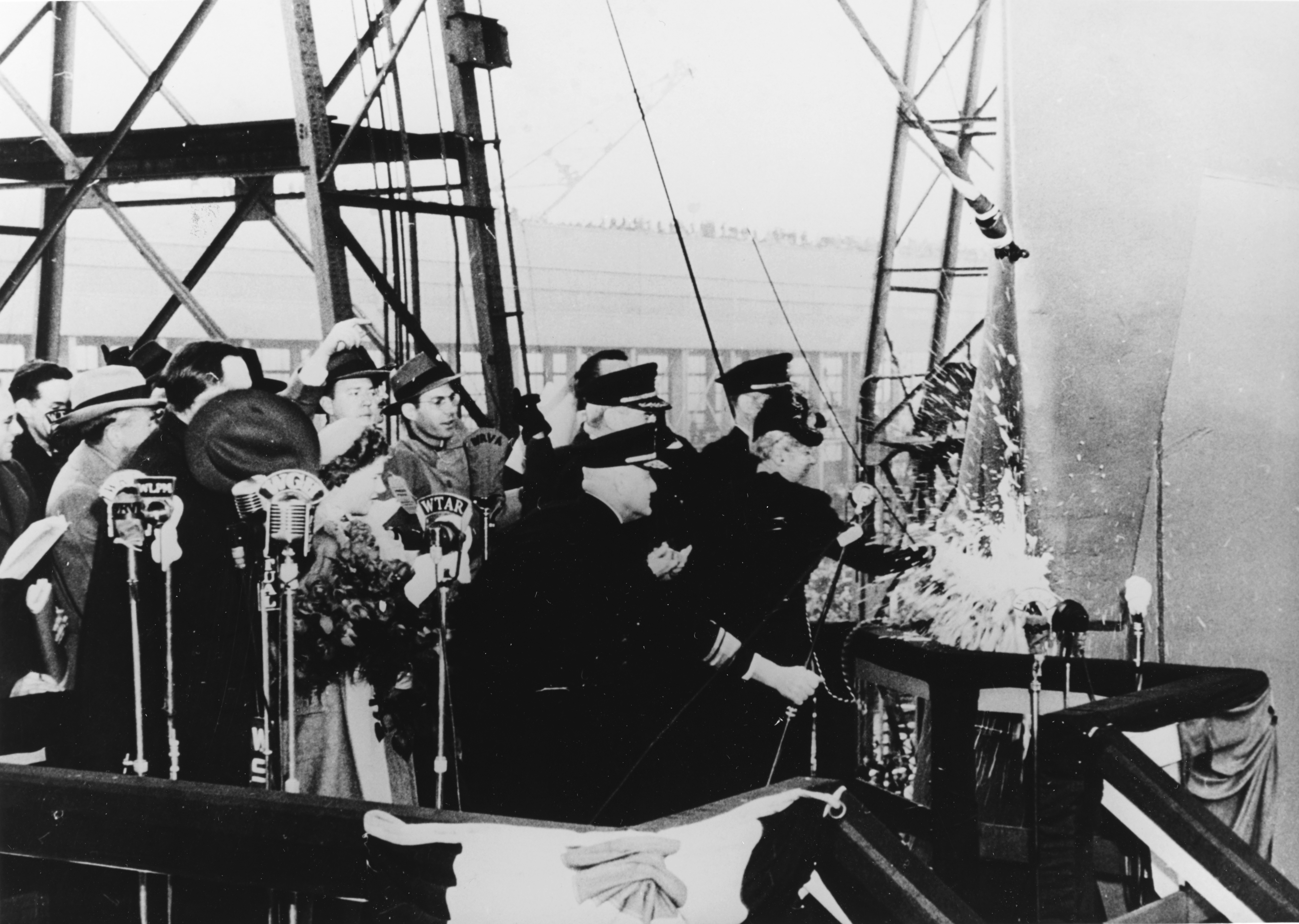
Джозефіна Дуліттл освячує авіаносець «Шангрі-Ла», 24 лютого 1944 року

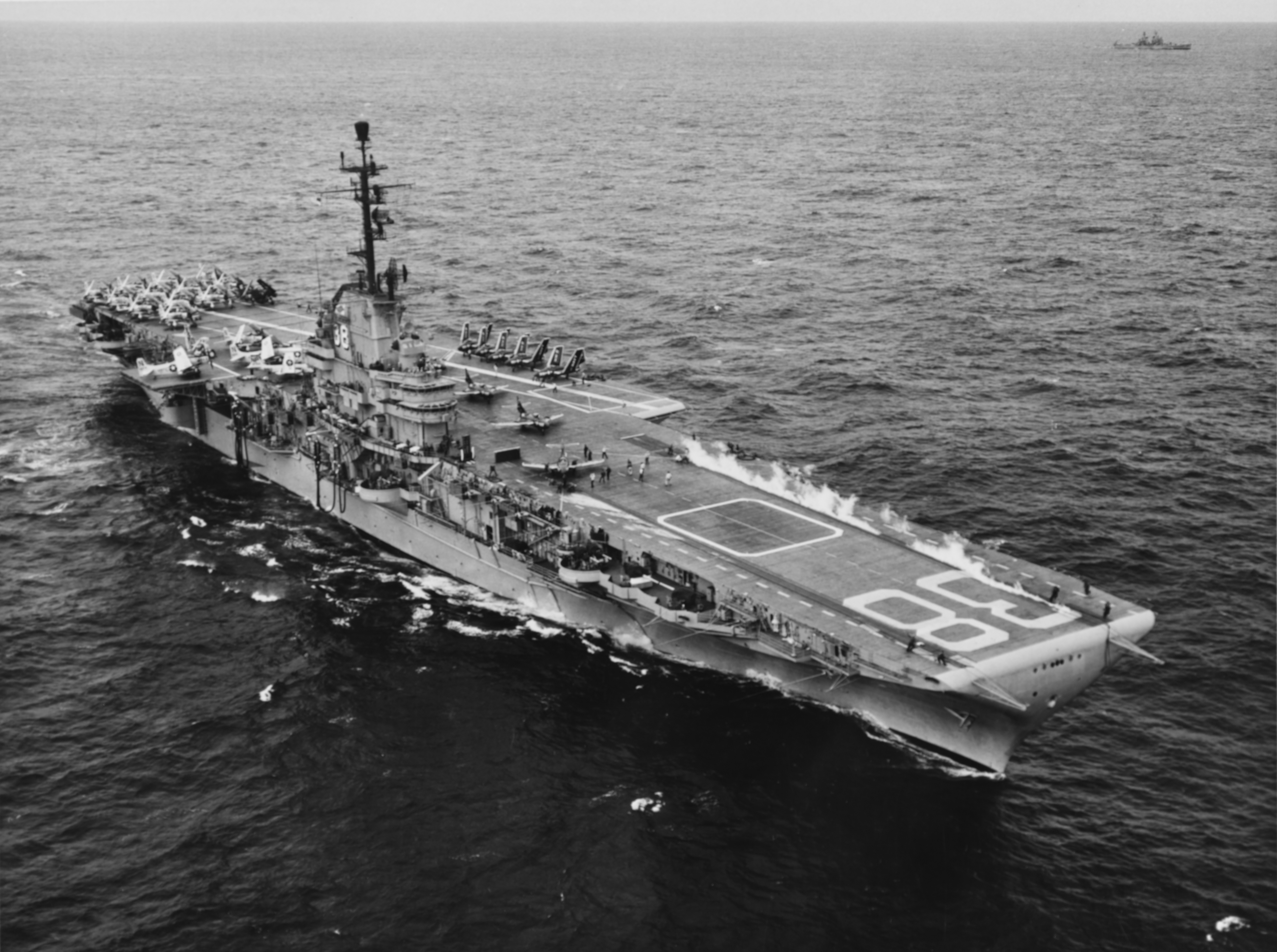
«Шангрі-Ла» після модернізації, 1956 рік

### Друга світова війна
«Шангрі-Ла» взяв участь на завершальному етапі війни війни на Тихому океані з авіагрупою CVG-85 на борту. Зокрема, він брав участь в битві за Окінаву (21.04-13.06.1945), завдавав ударів по Токіо, Кобе, Нагої, Куре, Майдзуру, Хоккайдо (10-18.07.1945, 24-30.07.1945, 09-15.08.1945).
За час бойових дій літаки з «Шангрі-Ла» збили 54 японські літаки.

### Післявоєнна служба
Авіаносець «Шангрі-Ла» брав участь у випробуванні ядерної зброї на атолі Бікіні у липня 1946 року (операція «Crossroads»).
7 листопада 1947 року виведений у резерв. 18 травня 1951 року виведений з резерву. 1 жовтня 1952 року перекласифікований в ударний авіаносець CVA-38.
З жовтня 1952 року по січень 1955 року на верфі Puget Sound Naval Shipyard (П'юджет-Саунд) пройшов модернізацію за програмами SCB-27 та SCB-125, після яких отримав кутову політну палубу, дві парові катапульти, збільшені літакопідйомники, нове радіоелектронне обладнання та озброєння.
Після модернізації авіаносець ніс службу на Тихому океані. 16 березня 1960 року покинув Сан-Дієго і, здійснивши перехід навколо мису Горн, перейшов в Атлантичний океан, де протягом наступних 10 років базувався в Мейпорті (Флорида).
Авіаносець брав участь у маневрах НАТО в Атлантиці. З лютого 1961 року здійснював регулярні походи в Середземне море.
Протягом 1965—1966 років пройшов капітальний ремонт у Філадельфії. 30 червня 1969 року був перекласифікований в протичовновий авіаносець CVS-38.
Авіаносець «Шангрі-Ла» взяв участь у війні у В'єтнамі, здійснивши один похід до берегів В'єтнаму (05.03.1970-17.12.1970).

### Завершення служби
30 липня 1971 року «Шангрі-Ла» був виведений в резерв. 15 липня 1982 року виключений зі списків флоту та проданий на злам.